# Olt (fiume)
Il fiume Olt (in passato conosciuto con il nome latino di Alutus, in italiano Aluta) è uno dei più importanti fiumi della Romania. La sorgente è situata sul Monte Hășmașul Mare nei Carpazi orientali non lontana dalla sorgente del fiume Mureș; infatti sono anche detti essere i Fiumi fratelli. 

Percorre i distretti di Hargita, Covasna, Brașov, Sibiu, Vâlcea Olt, Teleorman.
 Le principali città attraversate dal fiume sono: Miercurea Ciuc, Sfântu Gheorghe, Făgăraș, Râmnicu Vâlcea e Slatina. Nel suo tratto inferiore segna il confine tra le due regioni storiche dell'Oltenia e della Muntenia.
L'Olt dopo un percorso lungo 615 km sfocia nel grande fiume Danubio vicino a Turnu Măgurele.